# Connecticut Sun 2003
La stagione 2003 delle Connecticut Sun fu la 5ª nella WNBA per la franchigia.
Le Connecticut Sun arrivarono seconde nella Eastern Conference con un record di 18-16. Nei play-off vinsero la semifinale di conference con le Charlotte Sting (2-0), perdendo poi la finale di conference con le Detroit Shock (2-0).

## Roster
| N° | Naz.                   | Ruolo | Sportivo         | Anno | Alt. | Peso |
| -- | ---------------------- | ----- | ---------------- | ---- | ---- | ---- |
| 3  | Stati Uniti (bandiera) | A     | Wendy Palmer     | 1974 | 188  | 75   |
| 7  | Stati Uniti (bandiera) | A     | Jessie Hicks     | 1971 | 193  | 85   |
| 11 | Stati Uniti (bandiera) | C     | Taj McWilliams   | 1970 | 191  | 83   |
| 15 | Stati Uniti (bandiera) | C     | Courtney Coleman | 1981 | 183  | 77   |
| 14 | Stati Uniti (bandiera) | G     | Shannon Johnson  | 1974 | 170  | 67   |
| 21 | Stati Uniti (bandiera) | A     | Brooke Wyckoff   | 1980 | 185  | 83   |
| 24 | Stati Uniti (bandiera) | G     | Debbie Black     | 1966 | 160  | 56   |
| 31 | Stati Uniti (bandiera) | G     | Adrienne Johnson | 1974 | 178  | 68   |
| 32 | Stati Uniti (bandiera) | GA    | Katie Douglas    | 1979 | 185  | 75   |
| 42 | Stati Uniti (bandiera) | G     | Nykesha Sales    | 1976 | 183  | 73   |
| 50 | Stati Uniti (bandiera) | C     | Rebecca Lobo     | 1973 | 193  | 84   |

## Staff tecnico
- Allenatore: Mike Thibault
- Vice-allenatori: Bernadette Mattox, Scott Hawk
- Preparatore atletico: Tamara Poole
- Preparatore fisico: Lisa Ciaravella